# Cremesuppe

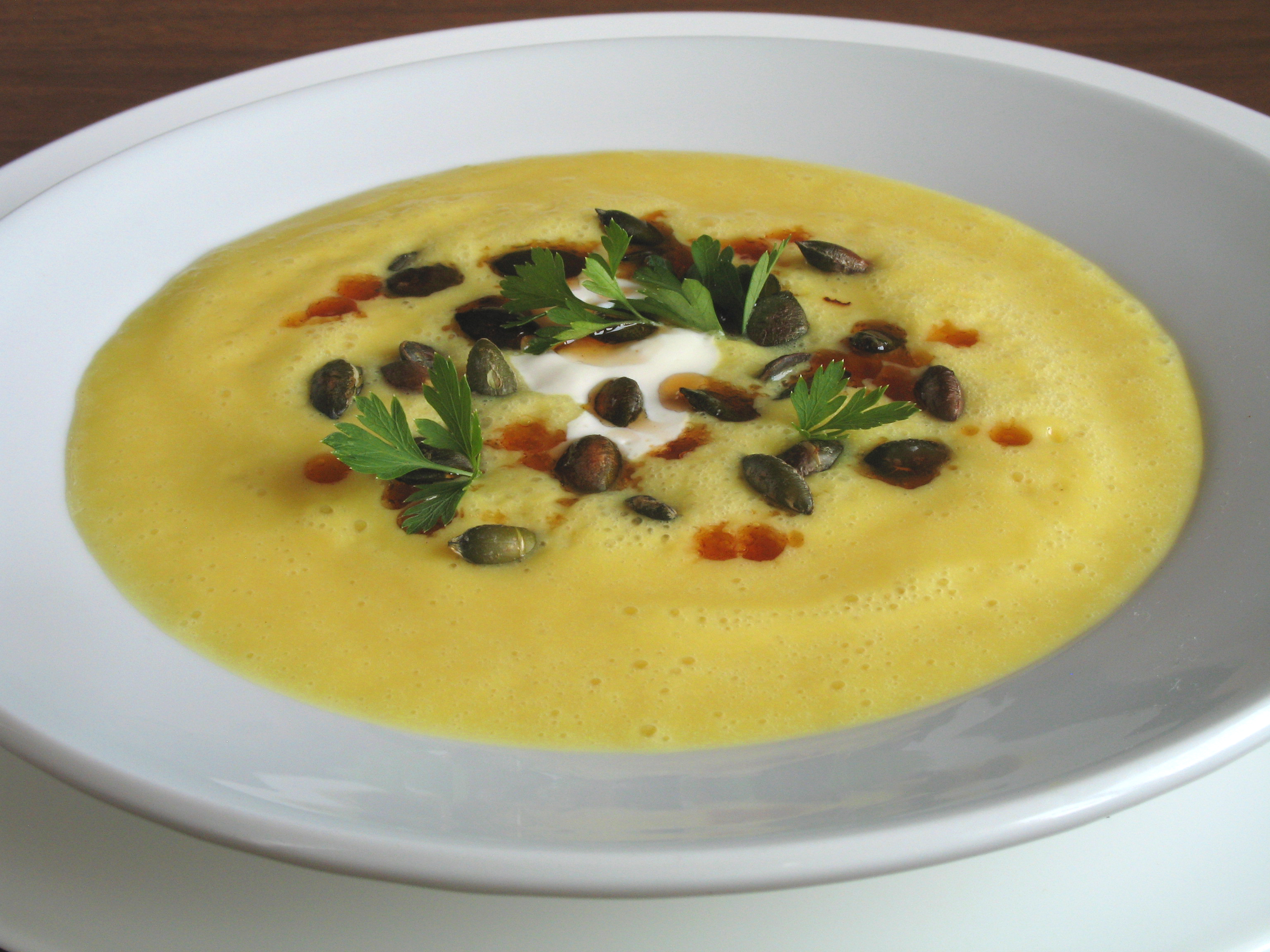
Kürbiscremesuppe mit etwas Sauerrahm, Kürbiskerne und einigen Tropfen Sesamöl.

Cremesuppen oder Rahmsuppen (franz. Potages crèmes, von franz. crème für Sahne) sind feine gebundene Suppen, die ausschließlich mit Sahne und Butterflocken montiert (vollendet) sind. Sie werden mit zarter Einlage (z. B. Spargel für Spargelcremesuppe) oder pürierten Gemüsen hergestellt.
Man unterscheidet:
- Fleischcremesuppen (z. B. auf Basis von Kalbsfond, Fasanenbrühe)
- Geflügelcremesuppen (z. B. mit Geflügelbruststreifen, Geflügelklößchen)
- Fischcremesuppen (z. B. mit Einlage von Muschelfleisch, Seezungenstreifen, Krevettenschwänzen)
- Getreidecremesuppen enthalten Getreideerzeugnisse wie Mehl, Reis oder Grünkern
- Gemüsecremesuppen enthalten blättrig geschnittenes Gemüse als Einlage
- Pilzcremesuppen.[1]

## Zubereitung
Für die klassische Grundzubereitung wird die jeweilige Hauptzutat zunächst gedünstet und dann mit Weizen-, Reis- oder anderem Getreidemehl angestäubt, verrührt und farblos gedünstet. Mit einer passenden Brühe zur gewünschten Konsistenz aufgefüllt und gekocht, anschließend passiert. Sahne zugießen, aber nicht mehr kochen, die Sahne darf keinen Kochgeschmack annehmen.

## Varianten
- Die Steirische Kürbiscremesuppe besteht überwiegend aus gelbem Kürbis, Hühnersuppe und Zwiebel, wird mit Weißwein aufgegossen und mit Schlagobers, Kernöl und gerösteten Kürbiskernen serviert.[3] Willi Halder empfiehlt, die Suppe zusätzlich mit Dillzweiglein zu garnieren.[4]
- Die Waldviertler Rahmsuppe, vorgestellt von Eva Salomon, wird mit Kümmel aufgekocht und mit Essig abgeschmeckt. Sie wird mit kleinen Kartoffelwürfeln als Einlage serviert.[5]